# 14 de febrer
El 14 de febrer és el quaranta-cinquè dia de l'any del calendari gregorià. Queden 320 dies per a finalitzar l'any i 321 en els anys de traspàs.

## Esdeveniments
Països Catalans
- 1897 - Sitges: Celebració de la Quarta Festa Modernista, que tingué lloc al Casino Prado.
- 1933 - Barcelona: Estrena d'El Cafè de la Marina, de Josep M. de Sagarra, al Teatre Romea, amb la companyia Vila - Daví.[1]
- 1934 - Camp de Les Corts, (Barcelona): La selecció catalana de futbol juga contra la selecció espanyola, guanyant la segona per 0 a 2.[2]
- 1994 - Palma: es crea l'organització de comerç just S'Altra Senalla.
- 2000 - La Baronia de Rialb (la Noguera): S'inaugura el pantà de Rialb, en aquell moment l'embassament més gran de Catalunya.[3]
- 2021 - Catalunya: se celebren les eleccions al Parlament de Catalunya de 2021.

Resta del món
- 1502 - Regne de Castella i Corona d'Aragó, els Reis Catòlics promulguen una pragmàtica en la que tots els musulmans han de ser batejats en la fe cristiana.
- 1797 - cap de Sant Vicent (Portugal): La batalla del cap de Sant Vicent l'armada britànica derrota l'espanyola durant la Guerra angloespanyola (1796-1808)[4]
- 1876 - Elisha Gray i Alexander Graham Bell sol·liciten, per aquest ordre, una patent per la invenció del telèfon. Sembla que, tot i arribar més tard, a l'oficina de patents americana van enregistrar primer la sol·licitud de Bell i, per tant, se li va concedir la patent del telèfon a Bell.
- 1929 - Chicago (EUA): massacre del Dia de Sant Valentí, set persones, sis de les quals són gàngsters rivals d'Al Capone, són assassinades.[5]
- 1950 - Tractat d'Amistat, Aliança i Assistència Mútua entre la República Popular de la Xina i la Unió Soviètica.[6]
- 1989 - El Líder Suprem de l'Iran, l'aiatol·là Khomeini emet una fatwa que condemna a mort Salman Rushdie per haver escrit Els Versos Satànics.[7]
- 1990 - La nau espacial Voyager 1 fa una foto de la Terra que es farà famosa com a un punt blau pàl·lid.
- 1996 - Madrid (Espanya): ETA assassina el jurista, historiador i escriptor valencià Francisco Tomàs i Valiente al seu despatx de professor de la Universitat Autònoma de Madrid.
- 2003 - Edimburg (Escòcia): biòlegs del Roslin Institute practiquen l'eutanàsia a l'ovella Dolly a causa de l'envelliment prematur que presentava.
- 2005 - Califòrnia (EUA): tres antics empleats de PayPal funden YouTube, una plataforma per compartir vídeos.

## Naixements
Països Catalans
- 1778 - Barcelona: Ferran Sor i Muntades, guitarrista i compositor català (m. 1839).
- 1872 - Centelles: Salvador Ribé i Garcia, alcalde de Sabadell durant la República.
- 1912 - Barcelona: Joan Pujol i García, conegut com a Garbo, agent doble que desenvolupà un paper claun l'èxit del desembarcament de Normandia al final de la Segona Guerra Mundial (m. 1988).
- 1917 - Borriana, Plana Baixa: Assumpta González i Cubertorer, escriptora teatral valenciana (m. 2003).[8]
- 1921 - Barcelona: Antònia Abante i Vilalta, poetessa.
- 1940 - Perpinyà, Rosselló: Renée Soum, matemàtica i política nord-catalana.[9]
- 1943 - Barcelona: Joan Rendé i Masdéu, escriptor, periodista i professor de literatura català.[10]
- 1956 - Barcelona: Rosa Castillo Araujo, jugadora de bàsquet catalana que fou membre de la selecció femenina espanyola.[11]
- 1963 - Barcelona: Elisenda Roca, periodista i presentadora de televisió catalana.[12]
- 1971 - Barcelona: Mònica Almiñana Riqué, metgessa i política catalana, ha estat regidora i senadora.[13]
- 1977 - Barcelona: Itziar Castro, actriu catalana (m. 2023).[14]

Resta del món
- 1602 - Crema, Llombardia (República de Venècia): Francesco Cavalli, compositor italià (m. 1676).[15]
- 1632 - Weston-under-Lizard: Elizabeth Wilbraham, primera dona arquitecta coneguda, l'obra de la qual havia estat atribuïda a homes.[16]

- 1862 - Venècia: Agnes Pockels, investigadora de química orgànica (m. 1935).[17]
- 1869 - Midlothian, Escòcia: Charles Thomson Rees Wilson, biòleg, físic i químic escocès, Premi Nobel de Física de 1927 (m. 1959).

- 1891 - Fort Payne, Alabama: Katherine Stinson, pionera de l'aviació.[18]
- 1905 - Brooklyn, Nova York: Thelma Ritter, actriu estatunidenca (m. 1969).
- 1916 - Madrid: Maruchi Fresno, actriu espanyola (m. 2003).[19]
- 1917 - Nova York (EUA): Herbert A. Hauptman, matemàtic nord-americà, Premi Nobel de Química de l'any 1985 (m. 2011).
- 1932 - Estocolm: Harriet Andersson, actriu sueca de cinema i teatre.[20]
- 1938 - Intra, Verbania: Antonio Dal Masetto, escriptor i periodista italià nacionalitzat argentí.
- 1939 - Boston, Massachusetts (EUA): Eugene F. Fama, economista nord-americà, Premi Nobel d'Economia de 2013.
- 1944:
  - Washington DC (EUA): Carl Bernstein, periodista d'investigació nord-americà, famós entre d'altres, per la seva investigació de l'escàndol Watergate.
  - Islington, Londres (Regne Unit): Alan Parker, director de cinema anglès.
- 1959 - 
  - Indiana, Pennsilvània: Renée Fleming, soprano estatunidenca, una de les més importants sopranos del panorama operístic.[21]
  - Bulawayo, Zimbàbue: Tsitsi Dangarembga, escriptora i cineasta zimbabuesa.[22]
- 1972 - Pamplona: Najwa Nimri, cantant i actriu navarresa.[23]
- 1977 - Xangai: Tan Yuanyuan, ballarina xinesa de dansa clàssica, primera ballarina del Companyina de Ballet de San Francisco (persona més jove en ocupar aquest càrrec).
- 1983 - Illa de Pasqua, Xile: Mahani Teave, pianista xilena.[24]
- 1988 - Rosario, Argentina: Angel Di María, futbolista argentí.

## Necrològiques
Països Catalans
- 1712, Barcelona: Narcís Feliu de la Penya, advocat, publicista i historiador català.
- 1911, Barcelona: Carme Bonaplata i Cuní, soprano catalana (n. 1869).[25]
- 1959, Figueres: Adela Riera, bibliotecària i directora de la Biblioteca Popular de Figueres.[26]
- 1970, Cornellà de Llobregat: Maria Miret i Furné, vidriera artística i soprano (n. 1899).[27]
- 1982, Ulldecona: Mari Carmen Castell i Vidal, secretària assassinada al Castell d'Ulldecona (n. 1962).
- 1996, Madrid: Francisco Tomàs i Valiente, jurista, historiador i escriptor valencià; assassinat per la banda terrorista ETA (n. 1932).
- 2002, Barcelona: Domènec Balmanya, futbolista català (n. 1914).
- 2016, Barcelona: Muriel Casals i Couturier, economista i política catalana, figura clau del procés independentista català (n. 1945).[28]

Resta del món
- 1714 - Madrid, Castella: Maria Lluïsa de Savoia, reina d'Espanya (n. 1688).[29]
- 1779, Hawaii: James Cook, explorador i cartògraf anglès (50 anys).
- 1824, Tórshavn (Illes Fèroe): Jens Christian Svabo, escriptor i lingüista feroès (n. 1746).[30]
- 1891, Nova York (EUA): William T. Sherman, militar estatunidenc (n. 1820).[31]
- 1894, Lieja (Bèlgica): Eugène Charles Catalan, matemàtic franco-belga, especialista en teoria de nombres (n. 1814).
- 1943, Göttingen, Alemanya: David Hilbert, matemàtic (81 anys).
- 1975, Londres (Regne Unit): Julian Huxley, biòleg, escriptor, humanista, professor universitari i internacionalista britànic, primer director de la UNESCO, i germà d'Aldous Huxley (n. 1887).[32]
- 1986: Alina Szeminska, psicòloga i professora d'universitat polonesa (n. 1907).
- 2004, Rímini, Emília-Romanya, Itàlia: Marco Pantani, ciclista italià, guanyador del Giro i del Tour de 1998 (n. 1970).
- 2005, Beirut, (Líban): Rafik Hariri, primer ministre del Líban en dues etapes (1992-1998 i 2000-2004) assassinat amb un cotxe bomba (n. 1944).
- 2014, Seattle, Washington: Martha Goldstein, intèrpret de clavicèmbal i piano (n. 1919).[33]
- 2021, Buenos Aires (Argentina)ː Carlos Saúl Menem, polític i advocat argentí. Va ser President de l'Argentina del 1989 al 1999.[34]

## Festes i commemoracions
- Dia de Sant Valentí, tradicionalment dia dels estafadors i estraperlistes. Per mimetisme amb els costums nord-americans, dia dels enamorats, que a Catalunya se celebra com a tradició anàloga el 23 d'abril, diada de Sant Jordi i a terres valencianes el 9 d'octubre, durant la mocaorà
- Dia europeu de la Salut Sexual[35]
- Festa local a Gironella a la comarca del Berguedà
- Festa local a Llívia a la comarca de la Cerdanya

### Santoral[36]

#### Església Catòlica[37]
- Sants al Martirologi romà (2011): Valentí de Roma, màrtir (269); Ciril i Metodi, monjo i bisbe, copatrons d'Europa (segle ix); Bassià, Tonió, Protus, Luci, Cirió, Agató, Moisès, Dionís i Ammoni d'Alexandria, màrtirs (s. I); Zenó, Vidal i Felícola de Roma, màrtirs (s. I), venerats a Serrateix com a Víctor, Zenó i Felícola de Serrateix; Eleucadi de Ravenna, bisbe (s. III); Nostrià de Nàpols, bisbe (470); Auxenci de Skopas, abat (470); Antoní de Sorrento, bisbe de Stabia (625); Joan Baptista de la Concepció, prevere trinitari i fundador dels Trinitaris Descalços (1613).
  - Beats: Vicent Vilar i David, laic màrtir (1937).
- Sants que no figuren a l'actual Martirologi: Valentí de Terni, bisbe i màrtir (268); Fortunata de Baucina, màrtir (c. 200); Pròcul, Èfeb i Apol·loni de Terni, màrtirs (273); Valentí de Carpentràs, bisbe (s. III); Modestí, Florentí i Flavià d'Avellino, màrtirs (311); Abraham d'Haran, bisbe (422); Maró de Beit-Marun, abat (ca. 435); Teodosi de Vaison-la-Romaine, bisbe (553-573); Paulí del Velai, màrtir (s. V-VI); Biavili, deixeble de Guengalè de Faou (s. VI); Lupanci de Chinon, abat (s. VI); Conran de les Òrcades (s. VII); Ragnobert d'Autun, bisbe (655-660); Paulià de Herkunft, bisbe (660); Angelo de Gualdo, pelegrí (1325).
- Beats que no figuren a l'actual Martirologi: Vicenç de Siena, franciscà (1442); Thomas Plumtree, Luke Kirby, Richard Kirkman, i Richard Thirkill, preveres màrtirs (s. XVI).
- Venerables: sant Ciril de Constantinoble, prior carmelita (1234).
- Venerats a l'Orde de la Mercè: beats Vint Mercedaris de Palerm, confessors víctimes de la caritat.

#### Església Copta
- 7 Meixir: Alexandre d'Alexandria, patriarca (715); Teodor d'Alexandria, patriarca (728).

#### Església Apostòlica Armènia
- 25. Arac': Trifó de Frígia, màrtir (256); Barsaumas, asceta (457); Rubén, príncep bagràtida d'Armènia.

#### Església Ortodoxa Siríaca
- Elies, profeta.

#### Església Ortodoxa (segons el calendari julià)
- Se celebren els corresponents al 27 de febrer del calendari gregorià.

#### Església Ortodoxa (segons el calendari gregorià)
Corresponen als sants de l'1 de febrer del calendari julià.
- Sants: Perpètua, Sàtir, Revocat, Sadurní, Secúndul i Felicitas, màrtirs (ca. 203); Teonas i companys màrtirs de Cariona; Trifó de Frígia, màrtir (251); Auxenci de Skopas, monjo; Pere d'Antioquia, eremita (440); Vendimià de Bitínia, abat (ca. 512); Brígida de Kildare, abadessa (525); Elies el Jove de Damasc, màrtir (779); David (784), Simeó (843) i Jordi (844) de Mitilene, confessors; Basili de Tessalònica, arquebisbe (ca. 870); Trifó de Rostov, bisbe (1468); Trifó de Petxenga (1583); Anastasi Naupliotes, màrtir (1655); Piotr Skipetrov, prevere màrtir (1918); Nikolaj, prevere màrtir (1938).

##### Església Ortodoxa Grega
- Timoteu el Confessor, monjo.

#### Esglésies luteranes
- Valentí de Roma, màrtir (Lutheran Church Missouri Synod); Ciril i Metodi, monjos (Església Evangèlica d'Alemanya i Evangelical Lutheran Church in America); Johannes Daniel Falk, pedagog i poeta (Església Evangèlica d'Alemanya) (1826).

#### Esglésies anglicanes
- Valentí de Roma, màrtir; Ciril i Metodi, monjos.